# Tarancón (kommun)
Tarancón är en kommun i Spanien. Den ligger i provinsen Provincia de Cuenca och regionen Kastilien-La Mancha, i den centrala delen av landet, 70 km sydost om huvudstaden Madrid. Antalet invånare är 16 081.